# محسن پیرهادی
محسن پیرهادی (زاده مرداد ۱۳۵۹) سیاستمدار ایرانی، مدیرمسئول روزنامه رسالت و از ۲۳ آبان‌ ۱۴۰۳
معاون امور حقوقی و مجلس وزارت نفت است. او نماینده تهران، ری، شمیرانات و اسلامشهر و پردیس در دوره یازدهم مجلس شورای اسلامی بوده‌است.
وی ناظر هیئت رئیسه در اجلاسیه اول، دوم و چهارم مجلس یازدهم بود. پیرهادی عضو هیئت رئیسه چهارمین دوره شورای شهر تهران (۱۳۹۲ تا ۱۳۹۶) نیز بود که در انتخابات این دوره از لیست آبادگران ایران اسلامی توانست به شورای شهر تهران راه یابد.

## تحصیلات
محسن پیرهادی، در رشته کارشناسی ادیان و عرفان تحصیل کرده است و مقطع کارشناسی ارشد و دکترا را نیز در دانشگاه علامه طباطبایی در رشته روابط بین‌الملل به اتمام رسانده است.

## سوابق فرهنگی
محسن پیرهادی در حوزه رسانه نیز فعال است و علاوه بر راه‌اندازی هفته‌نامه شهر امید، مدیرمسئولی روزنامه رسالت را نیز برعهد دارد. همچنین ایده مرکز تبادل کتاب، اولین بار از سوی محسن پیرهادی مطرح شده و در مرکز مالکیت معنوی کشور به نام او ثبت گردیده‌است.

## سوابق مدیریت شهری
پیرهادی از جمله مدیران شهرداری تهران در دوره محمدباقر قالیباف بود که از سال ۸۵ وارد نظام مدیریت شهری تهران شد. وی علاوه بر معاونت فرهنگی و امور اجتماعی شهرداری‌های منطقه ۳ و ۷، به مدت ۴ سال نیز ریاست سازمان بسیج شهرداری تهران را برعهده داشت.
وی همچنین سابقه انتخاب به عنوان  عضو شورای شهر تهران را نیز  دارد و به عنوان عضو هیئت‌رئیسه در چهارمین دوره شورای شهر تهران فعالیت کرده است.

## حضور در مجلس
وی در انتخابات دوره یازدهم مجلس شورای اسلامی با قرار گرفتن در لیست شورای ائتلاف نیروهای انقلاب اسلامی به مجلس راه یافت و در اجلاسیه‌های اول، دوم و چهارم با رای نمایندگان به عنوان عضور ناظر هیئت رئیسه انتخاب شد. ریاست فراکسیون مدیریت شهری و روستایی مجلس یازدهم و همچنین نائب رئیس فراکسیون اکثریت (فراکسیون انقلاب اسلامی) نیز دیگر سوابق محسن پیرهادی است.

## حواشی
محسن پیرهادی در نامه‌ای خطاب به معاون پارلمانی وزیر ارتباطات خواستار اینترنت بدون فیلتر برای خط موبایل شخصی خود شد که بنا بر توضیح دفتر خود، به دلیل آنکه مدیرمسئول روزنامه رسالت است، مثل اغلب اصحاب رسانه مشمول این قاعده برای استفاده از اینترنت بدون فیلتر شده‌است.
وی در سال ۱۴۰۲ نیز طرح تعطیلی جمعه و شنبه (به جای پنج‌شنبه و جمعه) را ارائه داد که علیرغم تایید توسط کمیسیون اجتماعی و صحن علنی مجلس، توسط شورای نگهبان رد شد.

## تألیفات
- توسعه اقدامات غیر بازداشتی در اسناد بین‌المللی حقوق بشر و مقررات ایران
- پهپاد سیاه: همه چیز دربارهٔ هواپیمای جاسوسی آرکیو 170 [پیوند مرده]